# 야코브 브룬 라르센
야코브 브룬 라르센(덴마크어: Jacob Bruun Larsen, 1998년 9월 19일~)은 덴마크의 축구 선수이다. 프리미어리그의 번리와 덴마크 축구 국가대표팀에서 윙어로 활동하고 있다.

## 구단 경력

### 보루시아 도르트문트
2015년, 륑뷔에서 보루시아 도르트문트로 이적했으며, 2017년 3월 15일에 구단은 그와의 계약을 2021년까지 연장한다고 발표했다.
2018년 1월 23일, 반 시즌 임대 계약을 통해 VfB 슈투트가르트로 합류하여 2018년 9월 27일에 1. FC 뉘른베르크를 상대로 첫 득점을 기록해 7-0 구단의 승리를 도왔다.

### TSG 호펜하임
2020년 1월 31일, TSG 호펜하임과의 4년 반 계약을 발표했다.

## 국가대표팀 경력
2016년 하계 올림픽에 덴마크 대표팀 소속으로 출전했으며, 2019년 3월 21일에 코소보와의 친선 경기에서 선발 출전해 덴마크 A대표팀에 데뷔했다.